# Peter Fraser
Peter Fraser (Tain, 28 agosto 1884 – Wellington, 12 dicembre 1950) è stato un politico neozelandese, primo ministro della Nuova Zelanda dal 1940 al 1949.

## Biografia
Nato in Scozia, abbandonò molto presto la scuola a causa delle precarie condizioni economiche della sua famiglia. Dopo aver lavorato in un porto locale, in cui iniziò a interessarsi di politica, si trasferì a Londra in cerca di un lavoro migliore. Non ebbe successo e quindi a 26 anni scelse di emigrare in Nuova Zelanda, lavorando anche qui come addetto portuale e continuando l'attività politica nelle file del Paritito Socialista della Nuova Zelanda, da cui in seguito si separò per aderire al Partito Laburista. Fu eletto in parlamento per la prima volta nel 1918 con i laburisti e rimase presente alla Camera fino alla morte.
Nel 1940 i laburisti andarono per la prima volta al governo e Fraser prese parte all'esecutivo guidato da Michael Joseph Savage nel doppio ruolo di Ministro dell'educazione e Ministro della salute. Nel 1940, dopo la morte di Savage, fu proprio Fraser a prendere in mano l'esecutivo fino al 1949, ricoprendo al contempo anche alcune cariche ministeriali (Ministro degli esteri e Ministro delle politiche per i nativi) nel proprio governo. Negli ultimi anni di governo la sua popolarità declinò e alle elezioni del 1949 i laburisti furono battuti dal Partito Nazionale: pertanto Fraser dovette dimettersi dall'incarico di primo ministro.
Divenne quindi leader dell'opposizione ma la sua salute deteriorò rapidamente e l'anno seguente morì all'età di 66 anni.